# 題目

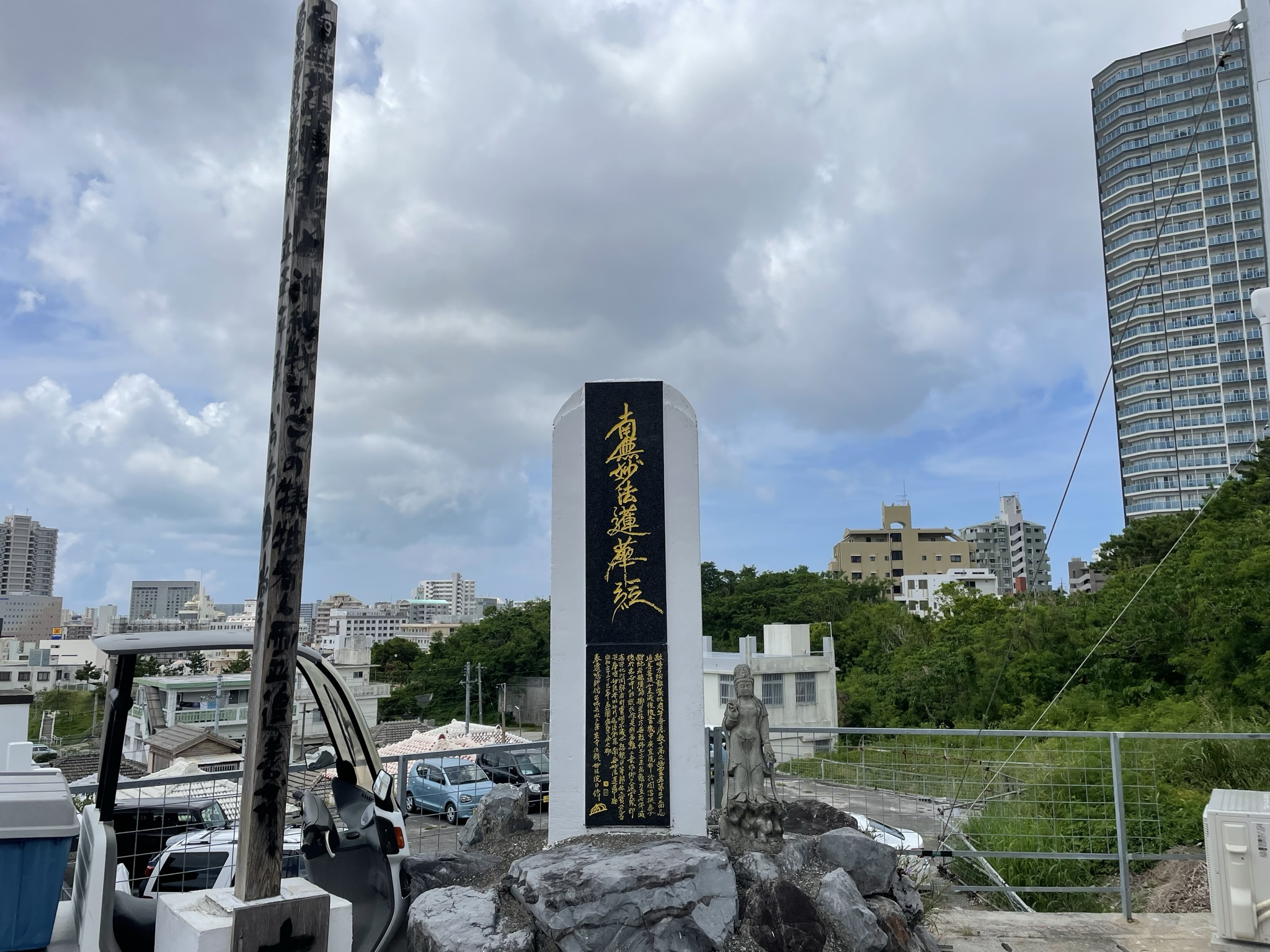
題目を金字で書いた碑。沖縄県那覇市の法華経寺（日蓮宗）

題目（だいもく）とは、日蓮系・法華経系の宗教団体などにおいて勤行の際に用いられる南無妙法蓮華経の文句のことである。「お題目」とも言う。元来は題名（だいめい）の意であり、法華経（サッダルマ・プンダリーカ・スートラ）の翻訳題（あて字）である妙法蓮華経（鳩摩羅什による訳）の五字のことを指しているが、南無（帰依するの意）を加えて七字にしても「題目」と呼ぶ。
なお、お題目は、建前の意味で使用されることもある。ここでは、上記いずれについても記載する。

## 題目とは

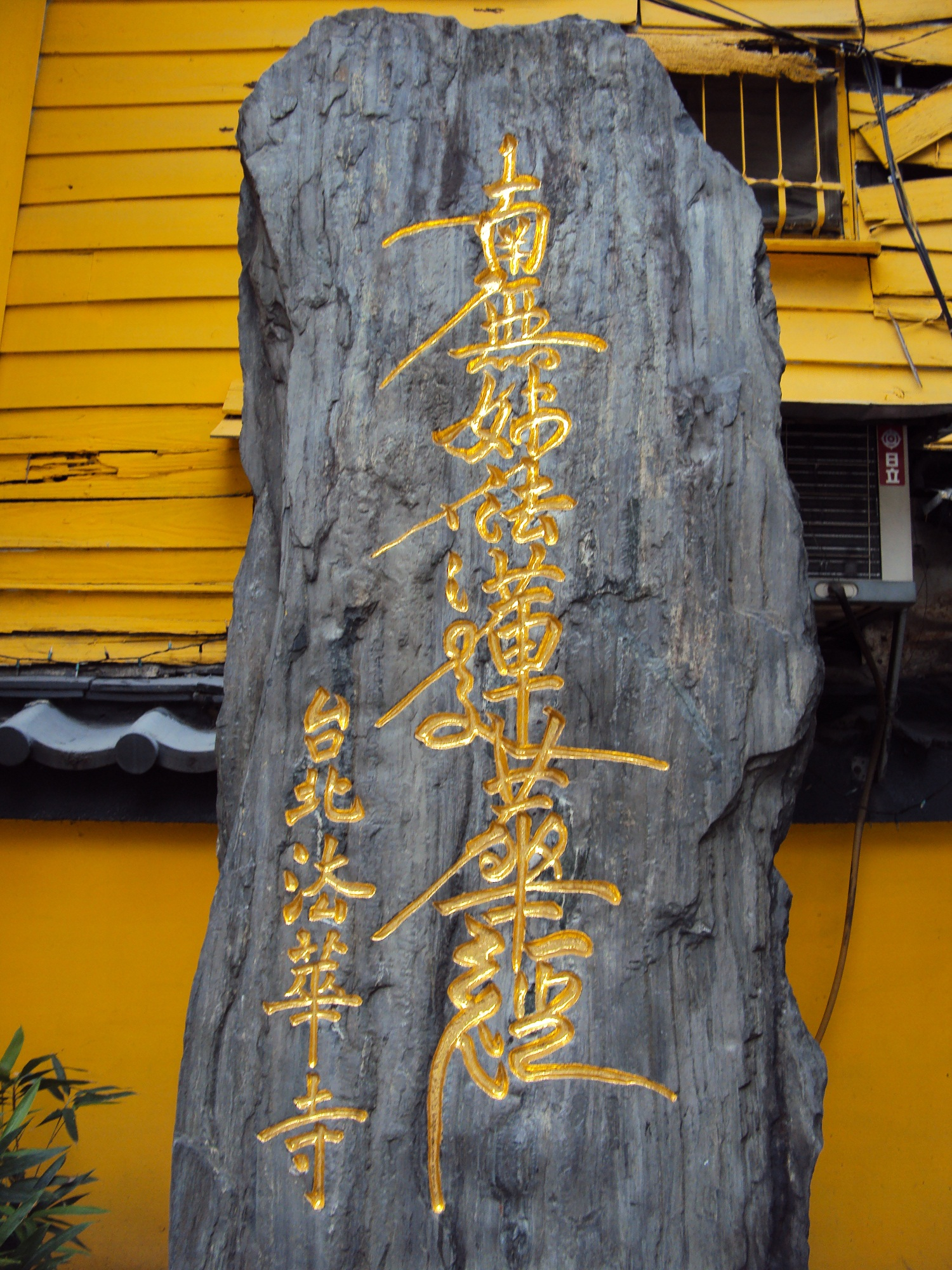
台湾の法華寺

「南無」はサンスクリット語のnamoの音写である。「帰命」とも訳される。
「妙法蓮華経」は鳩摩羅什が漢字に翻訳した法華経一部八巻二十八品の題目（題名）の五字である。
「妙法蓮華経」の五字を本仏の名号と見なして南無（帰命）する言葉として、「南無妙法蓮華経」すなわち漢字七字の題目が生まれた。「南無妙法蓮華経」とは、妙法蓮華経（法華経）の法・御教え（みおしえ）に帰依することである。
既に平安時代中期の天台宗では称名念仏の影響で題目も唱える様になっていたが、題目そのものが教義に組み込まれることは無かった。
題目そのものを教義に組み込んだのは日蓮が最初であり、当時流行の称名念仏への対抗策として浮上したものとみられる。

### 各団体における詳細
連続して「南無妙法蓮華経」と繰り返し唱える修行を「唱題（しょうだい）」という。
法華経系の宗門では、様々な修行の中、この「唱題行」を「正行」と呼び、最も重視している。他に、滝に打たれたり、断食行や無言の行を行ったりしても、それは「助行」と呼ばれ、補助的な修行方法に過ぎない。

## 慣用句
上記の宗教的な意味を離れ、「形式主義的、建前にこだわった発言」という意味の慣用句として使われる。

## その他
富山県や石川県では歌（歌詞）の一番、二番、三番…のことを一題目（だいめ）、二題目、三題目…という。方言であることがあまり知られていない言葉のひとつである。日蓮宗（法華宗）の題目が由来とする説と、能の題目が由来とする説がある。